# Didymocarpus adenocalyx
Didymocarpus adenocalyx är en tvåhjärtbladig växtart som beskrevs av Wen Tsai Wang. Didymocarpus adenocalyx ingår i släktet Didymocarpus och familjen Gesneriaceae. Inga underarter finns listade i Catalogue of Life.